# Mendil, Khanapur
Mendil là một làng thuộc tehsil Khanapur, huyện Belgaum, bang Karnataka, Ấn Độ.